# Абделмумен Ђабу
Абделмумен Ђабу (фр. Abdelmoumene Djabou; 31. јануар 1987) је алжирски фудбалер који тренутно игра за фудбалски клуб Африкан и за Фудбаслку репрезентацију Алжира.

## Репрезентација
Дана 18. септембра 2010, био је позван да игра своју прву утакмицу за репрезентацију против Централноафричке републике. Играо је за своју земљу на Светском првенству у фудбалу 2014. и дао је 2 гола.

## Сениорска каријера
Од 2005. до 2012. играо је за ЕС Сетиф. За овај клуб је одиграо 101 утакмицу и дао је 22 гола. Од 2006. до 2007. био је на позајмици у клубу Ел Еулма, а од 2009. до 2010. био је на позајмици у клубу Ел Харах. Од 2012. игра за ФК Африкан.